# Beli Iskăr, Sofia
Beli Iskăr (în bulgară Бели Искър) este un sat în comuna Samokov, regiunea Sofia,  Bulgaria. 

## Demografie
Componența etnică a satului Beli Iskăr
     Bulgari (97,02%)
     Nicio identificare (2,97%)
     Altele (0,62%)
La recensământul din 2011, populația satului Beli Iskăr era de 639 locuitori. Din punct de vedere etnic, majoritatea locuitorilor (97,02%) erau bulgari. Pentru 2,97% din locuitori nu este cunoscută apartenența etnică.